# Star Wars: Starfighter
Star Wars: Starfighter est un jeu vidéo de combat aérien développé et édité par LucasArts, sorti en 2001 sur PlayStation 2, Xbox et Windows. Il est porté en arcade en 2003 par Tsunami Visual Technologies dans une borne montée sur vérins reproduisant les mouvements du vaisseau, appelée TsuMo (Tsunami Motion). Il a pour suite Star Wars: Jedi Starfighter.

## Trame
Le joueur incarne successivement quatre personnages. Rhys Dallows est un pilote de la Naboo Royal Space Fighter Corps (NRSFC). Reti est un Toydarian qui va venir à son secours. Vana Sage est une mercenaire employée puis trahie par la Fédération du commerce. Nym est un pirate de l'espace.

## Accueil
- Eurogamer: 9/10[3]
- Famitsu : 30/40[4]
- GameSpot : 7,8/10 (PS2)[5] - 7,2/10 (XB)[6] - 6,7/10 (PS2)[7]
- IGN : 9/10 (PS2)[8] - 7,8/10 (XB)[9] - 7,7/10 (PC)[10]
- Jeuxvideo.com : 15/20[11]